# Поллан, Трэйси
Трэйси Джо Поллан (англ. Tracy Jo Pollan; род. 22 июня 1960, Лонг-Айленд, Нью-Йорк) — американская актриса, наиболее известная по роли Эллен Рид в ситкоме «Семейные узы» (1985—1987). Жена Майкла Джей Фокса.

## Карьера
Поллан в начале карьеры появилась в нескольких бродвейских пьесах, а также снялась в нескольких телефильмах. В 1985 году она получила роль девушки персонажа Майкла Джей Фокса в ситкоме «Семейные узы», в котором снималась до 1987 года. После успеха в сериале она снялась в нескольких кинофильмах, «Далёкие мечты» (1987) и «Яркие огни, большой город» (1988). В 1992 году она снялась вместе с Мелани Гриффит в триллере «Чужая среди нас» и была номинирована на антипремию «Золотая малина» за худшую женскую роль второго плана. После этого она вернулась на бродвейскую сцену и более не появлялась на большом экране и в последующие годы периодически снималась в телефильмах.
В 2000 году Трэйси Поллан была номинирована на премию «Эмми» в категории «Лучшая приглашённая актриса в драматическом телесериале» за своё яркое исполнение роли жертвы изнасилования в телесериале «Закон и порядок: Специальный корпус».

## Личная жизнь
Поллан родилась на Лонг-Айленде, мать — Корки, редактор журнала, отец — Стивен, финансовый консультант и писатель. У неё две сестры и брат, Майкл Поллан — автор Дилеммы всеядного.
Поллан вышла замуж за Майкла Джей Фокса 16 июля 1988 года и у них четверо детей: Сэм Майкл (род. 30 мая 1989), близнецы Аквинна Кэтлин и Скайлер Фрэнсис (род. 15 февраля 1995) и Эсме Аннабель (род. 3 ноября 2001). Поллан еврейка, и её дети воспитываются в прогрессивном иудаизме.